# Chiesa di Santa Lucia (Vodo di Cadore)
La chiesa di Santa Lucia è la parrocchiale di Vodo di Cadore, in provincia di Belluno e diocesi di Belluno-Feltre; fa parte della convergenza foraniale di Ampezzo-Cadore-Comelico. 

## Storia
Una chiesetta dedicata a santa Lucia situata a Vodo risulta esistente già nel 1249; il culto della santa siracusana era stato portato in zona da Venezia.
Questa cappella, filiale della pieve di San Vito di Cadore, venne riedificata una prima volta nel Quattrocento e poi nuovamente nel Seicento; nel 1626 fu eretta a curaziale.
Nel XVIII secolo la chiesa venne interessata da un rimaneggiamento; fu elevata al rango di parrocchiale nel 1857.
Durante la prima guerra mondiale, il 17 novembre 1917 l'edificio fu gravemente danneggiato dai colpi dell'artiglieria; nel 1920 la parrocchiale venne ricostruita e consacrata nel 1938.

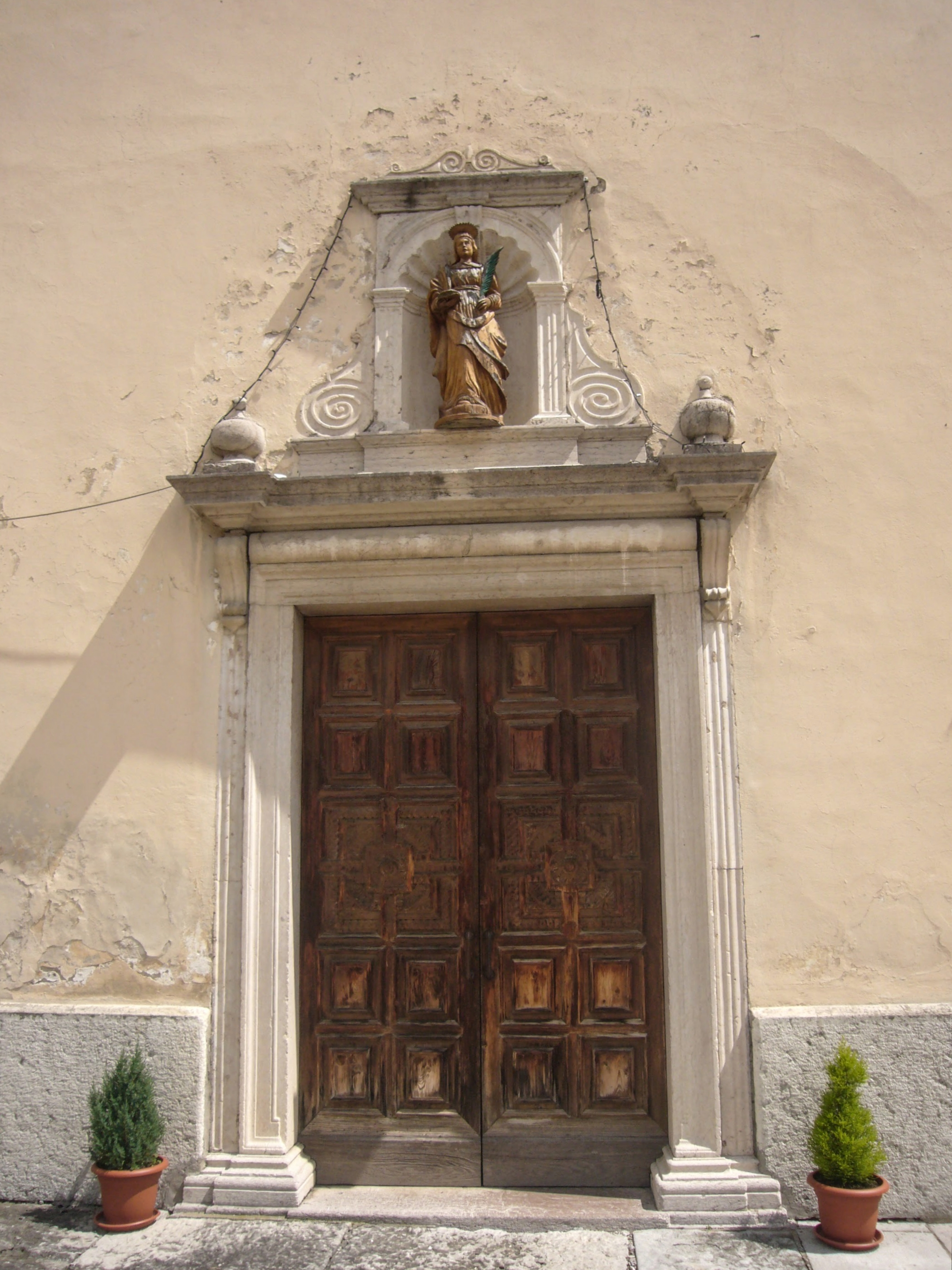
Il portale

## Descrizione

### Esterno
La facciata a capanna della chiesa, rivolta a occidente e coronata dal timpano triangolare in cui s'apre un oculo murato, presenta al centro il portale d'ingresso architravato, sormontato da una piccola nicchia ospitante una statua in bronzo di Santa Lucia, mentre ai lati si aprono due finestre rettangolari e, più in alto, due semicircolari.
Annesso alla parrocchiale è il campanile intonacato a base quadrata, la cui cella presenta una monofora a tutto sesto per lato ed è coronata dalla merlatura in stile guelfo.

### Interno
L'interno dell'edificio si compone di un'unica navata, sulla quale si affacciano le cappelle laterali; al termine dell'aula si sviluppa il presbiterio, a sua volta chiuso dall'abside poligonale. 
Qui sono conservate diverse opere pregevoli, tra le quali l'organo, costruito da Pugina, e alcuni dipinti eseguiti da Giuseppe Cherubini.